# Parolinia ornata
Parolinia ornata és una espècie de planta de la família de les Brassicàcies, la qual pot ser trobada a les vessants seques i desabrigades de la regió sud de Gran Canària, entre els 400 i els 600 m d'altitud.
És un arbust erecte amb tiges i fulles que es troben cobertes per pèls estrellats. Les fulles són lineals-lanceolades i mesuren fins a 10 cm de longitud. Les inflorescències tenen entre 10 i 30 flors, amb sèpals erectes de 5-6 mm i pètals de 2-2,5 cm de longitud.